# Cinctonema tenue
Cinctonema tenue är en rundmaskart som beskrevs av Nathan Augustus Cobb 1920. Cinctonema tenue ingår i släktet Cinctonema och familjen Desmodoridae. Inga underarter finns listade i Catalogue of Life.